# 戈登斯维尔 (阿拉巴马州)
戈登斯维尔（英語：Gordonville），是美国阿拉巴马州下属的一座城市。面积约为5.54平方英里（约合14.35平方公里）。根据2010年美国人口普查，该市有人口326人，人口密度为58.82/平方英里（约合22.72/平方公里）。